# Ziarno (fotografia)

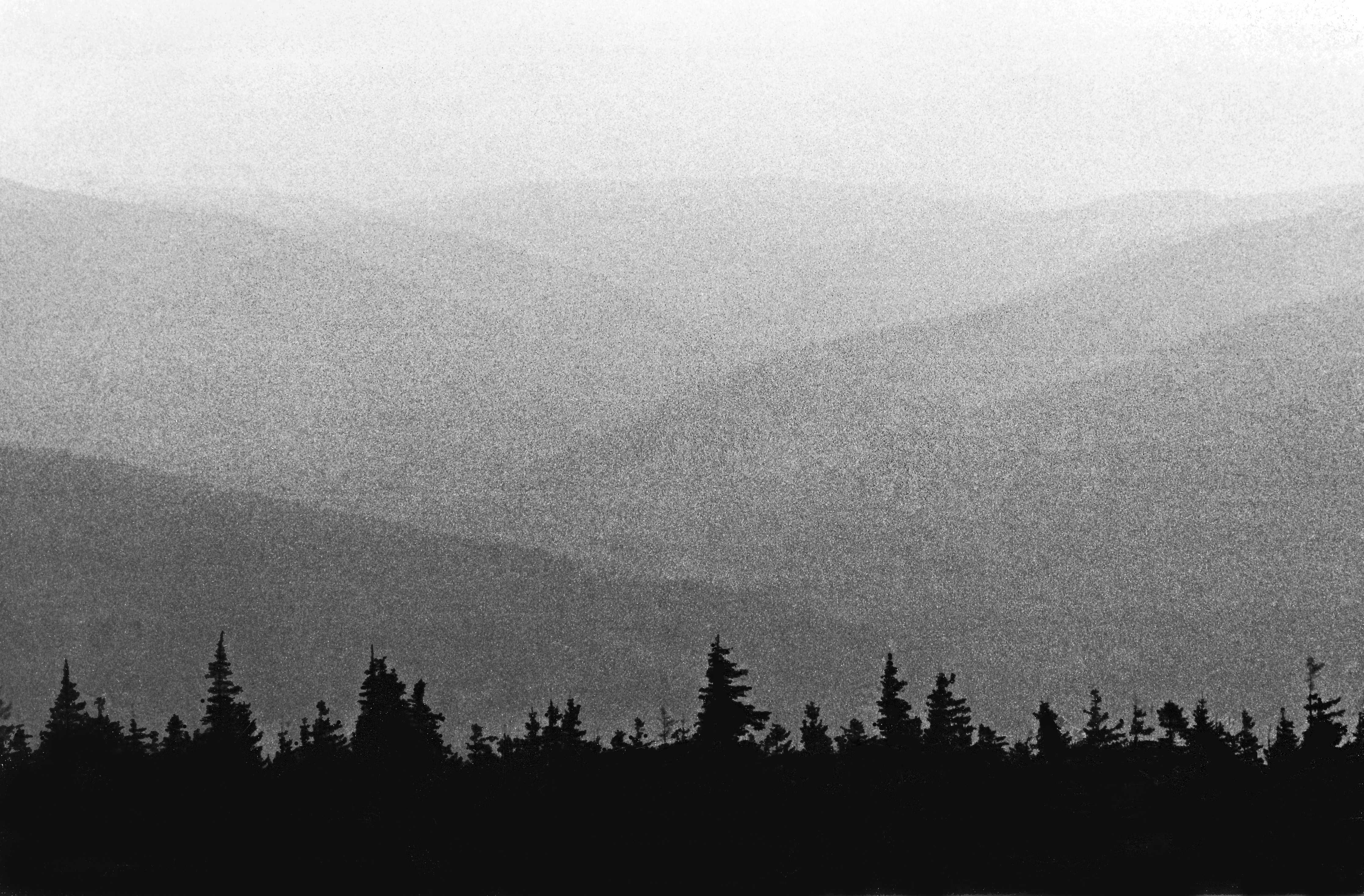
Ziarno na fotografii tradycyjnej jako środek wyrazu artystycznego

Ziarno – wada jawnego (wywołanego) obrazu fotograficznego objawiająca się dostrzegalnymi gołym okiem skupiskami ziaren srebra tworzących obraz. Efekt ziarna jest bardzo dobrze widoczny przy skanowaniu zdjęć fotograficznych w wysokich rozdzielczościach, a także podczas wykonywania z błon fotograficznych dużych powiększeń.
Wielkość ziarna zależna jest od rodzaju i czułości materiału fotograficznego oraz od sposobu jego obróbki. Ziarno jest tym większe, im wyższa jest czułość materiału fotograficznego, gdyż wraz z czułością rosną rozmiary ziaren halogenków srebra. Ziarno błon negatywowych jest mniejsze od ziarna błon diapozytywowych, ale ze względu na sposób jego ułożenia, ziarno negatywu jest znacznie bardziej widoczne. Współczesne materiały fotograficzne cechuje równomierny rozkład kryształków pozwalający na zminimalizowanie efektu ziarna.
Efekt ziarnistości wykorzystywany jest również celowo w fotografii artystycznej.